# 寒川猫持
寒川 猫持（さむかわ ねこもち、1953年（昭和28年）4月11日 - 2023年（令和5年）5月10日）は、日本の歌人、随筆家、眼科医。

## 来歴
1953年、内科医院を営む両親の下、大阪市に生まれる。病弱で小学生の頃は欠席が多かった。高校を中途退学後ドイツに留学。帰国後、大学入学資格検定に合格し金沢医科大学に入学し医師免許取得。大阪市などで眼科医院を開業していた。
2023年5月10日、自宅療養中に死去した事が Facebook「猫持のデタラメ倶楽部」内にて発表された。

## 人物
- 山本夏彦門下の最後の弟子で文壇に属するうた詠みであり、歌壇歌人が編纂した『現代短歌辞典[2]』では小池純代によって例歌として取り上げられている[要ページ番号]。
- 作風について、『猫とみれんと猫持秀歌集』（文春文庫PLUS）のAmazon掲載紹介文においては「妻に逃げられ、猫と暮らす著者が、過ぎし日々と飼い猫にゃん吉への愛を諧謔に託して詠んだ」と紹介されている[3]。男の心寂しい心情を詠むことから朝日新聞に連載した人生相談「猫持のトホホ相談」をもじり「トホホ短歌」と呼ばれる。[要出典]
- ブッチホンを受けた人物としても知られる。[4]
- 大の猫好きで、小学館の「猫の事典」などでは大きく取り上げられている[要出典]。

## 著作

### 書籍
- 『ろくでなし』朝日カルチャーセンター　1995年2月
- 『雨にぬれても』ながらみ書房　1996年2月
  - メディアチューンズより復刊　2017年
- 『猫とみれんと』文藝春秋　1996年9月
  - 文春文庫PLUSに収録　2003年
- 『面目ないが』新潮社　1999年2月
- 『言うてすまんが』新潮社　2000年1月
- 『走馬灯の夜』集英社　2002年5月[5]

### 電子書籍
- 『僕の歌は君の歌』2017年11月
- 『猫持先生随筆帖』2017年11月

### 雑誌記事
- 寒川猫持・俵万智「本の話：匂う歌集,匂わぬ歌集」『文藝春秋』1996年10月号、p.67-71
- 「私の好きな…飼い主様はフトンはみ出す」『波』1999年2月号、新潮社、p.2-5
- 「20年間共に暮らした愛猫「にゃん吉」の死から新しい猫「メイ」との出会いまで」『SINRA』通号72、新潮社、1999年12月、p.37-39
- 田辺聖子・寒川猫持「悩み日記」のすすめ」『婦人公論』85巻11号（通号1062）中央公論新社 、2000年6月22日、p.22-25
- 寒川猫持・宮淑子「対談・同病相励ます 更年期人口1100万人時代の生き方」『婦人公論』88巻1号（通号1121）中央公論新社、2002年、p.46-49

### 連載
- 毎日新聞大阪本社版土曜日夕刊「ねこもちのこども歌俳教室」　2005年3月

### テレビ出演
- NHK総合テレビ「課外授業 ようこそ先輩」　2001年[6]
- 大阪朝日放送「ワイドＡＢＣＤＥぇす　”カレー仙人が行く！～うた詠み＆目医者が作る極上カレー”」
- 大阪朝日放送「ワイドＡＢＣＤＥぇす　”だんご・猫持　心の旅　～新世界の巻～”」